# Duecentomila ore
Duecentomila ore è un singolo della cantante spagnola Ana Mena, pubblicato il 2 febbraio 2022 su etichetta discografica Sony Music.

## Descrizione
Il brano è stato eseguito in gara al Festival di Sanremo 2022 durante la prima serata della kermesse musicale, classificandosi ventiquattresimo al termine della manifestazione.
Il 4 marzo successivo è stata pubblicata una versione in lingua spagnola, Cuando la noche arriba, distribuita dalla Epic Records.

## Video musicale
Il video musicale, diretto da Mauro Russo, è stato pubblicato in concomitanza del lancio del singolo sul canale YouTube della cantante.

## Tracce
Testi e musiche di Rocco Pagliarulo, Stefano Tognini, Federica Abbate.
1. Duecentomila ore – 3:00

## Accoglienza
Il Messaggero è rimasto colpito dalla chimica del sodalizio artistico Mena-Hunt, dicendo «la mano di Rocco Hunt si sente poi lei [Mena ndr.] ci mette i toni latini», riscontrando nel brano una storia di «una donna che attende a cena il compagno che, viene da pensare, non brilla per puntualità e presenza». Andrea Conti per Il Fatto Quotidiano riscontra il brano come una «quota discoteca latina in piena estate». Francesco Prisco, scrivendo per Il Sole 24 Ore, descrive il brano come un «pezzo dance che attraversa paesaggi imprevedibili», trovando nella melodia e nel ritornello un'assonanza con il brano Reginella campagnola di Carlo Buti.
Andrea Laffranchi de il Corriere della Sera ha criticato negativamente il brano affermando che «non c'è bisogno che il brano duri, come da titolo, Duecentomila ore, per essere una tortura "unza unza" con immancabile citazione di un cocktail». Dopo la prima esibizione al Sanremo, il brano viene accusato di possibile plagio del brano Amandoti dei CCCP - Fedeli alla linea nella versione cover di Gianna Nannini.
Il brano è diventato virale su TikTok, raggiungendo la seconda posizione dei brani sanremesi più popolari sulla piattaforma, con oltre trentaduemila video realizzati con l'audio del pezzo.

## Classifiche
| Classifica (2022) | Posizione massima |
| ----------------- | ----------------- |
| Italia            | 18                |
| Spagna            | 90                |